# NGC 3670
NGC 3670 (również PGC 35067 lub UGC 6427) – galaktyka spiralna z poprzeczką (SB0-a), znajdująca się w gwiazdozbiorze Lwa. Odkrył ją William Herschel 10 kwietnia 1785 roku. Jest to galaktyka z aktywnym jądrem typu LINER.